# Secăreni
Secăreni è un comune della Moldavia situato nel distretto di Hîncești di 1.558 abitanti al censimento del 2004

## Località
Il comune è formato dall'insieme delle seguenti località (popolazione 2004):
- Secăreni (663 abitanti)
- Feteasca (571 abitanti)
- Secărenii Noi (324 abitanti)